# Fortunato Zuazua
Gral. Fortunato Zuazua Zertuche fue un militar mexicano que participó en la Revolución mexicana. 
Nació en Lampazos de Naranjo, Nuevo León el 21 de diciembre de 1890, siendo el tercero de los seis hijos de Carlos Zuazua Garza y de Carlota Zertuche de Zuazua, y a su vez, nieto del destacado general Juan Zuazua. En 1910 se unió, a instancias de Venustiano Carranza, al movimiento maderista; luego, en 1912, combatió el orozquismo. En 1913 se unió a la causa constitucionalista, dentro de las fuerzas del general Pablo González Garza. Colaboró con Lucio Blanco en la Toma de Matamoros, a mediados de 1913, lo que le valió un ascenso. Con Blanco también colaboró, posteriormente, en el reparto agrario de la Hacienda de Borregos.     
Luego estuvo a las órdenes del general Cesáreo Castro, y a la escisión revolucionaria, combatió el villismo en 1915, primero a las órdenes de Francisco Murguía, en el Bajío; luego en Coahuila y Chihuahua, a las órdenes de Jacinto B. Treviño, con quien tuvo serias dificultades. El 16 de junio de 1915 se le otorgó el grado de general de brigada. 
Fue jefe de operaciones en varias plazas del país, y en 1918 combatió al zapatismo. En 1920 se encontraba al frente de la comandancia de la Ciudad de México cuando Venustiano tuvo que salir de la ciudad, misma que entregó al general Jacinto B. Treviño. Durante el interinato de Adolfo de la Huerta, fue administrador del Timbre en Tacubaya. Combatió a los rebeldes escobaristas en 1929, bajo las órdenes de Juan Andreu Almazán. Fue inspector del Ejército durante la administración del general Abelardo L. Rodríguez. Resultó triunfante como candidato al gobierno de Nuevo León en 1935, pero la elección fue anulada; un año después volvió a ganar las elecciones, pero el triunfo se le concedió al candidato del Partido Nacional Revolucionario. Retirado de la política, murió en Temple, Texas, Estados Unidos, en donde se había ido a recuperar su salud, en diciembre de 1938. Sus restos fueron traídos a México.